# ادوارد هرمان
ادوارد هرمان (انگلیسی: Edward Herrmann) (زاده ۲۱ ژوئیه ۱۹۴۳ درگذشت ۳۱ دسامبر ۲۰۱۴) یک هنرپیشه اهل ایالات متحده آمریکا است. وی از سال ۱۹۷۱ میلادی تاکنون مشغول فعالیت بوده‌است.
از فیلم‌هایی که وی در آن نقش داشته‌است، می‌توان به هوانورد، سرخ‌ها، ظلم تحمل‌ناپذیر، شما اینجایید، میوی گربه، واکنش دوگانه، بازگشت دوست‌پسرم، مردی با یک کفش قرمز، مورو، مواضع سازشکارانه، والدو پپر بزرگ، بتسی، مراقبت‌های ویژه، بر فراز دریا، کسب‌وکار بزرگ، قطار اتمی و آب را نخورید اشاره کرد.